# Playboy do Brasil
A Playboy do Brasil Entretenimento surgiu da fusão da Globosat com a Playboy TV Latin America & Iberia em 2007.[ligação inativa] A Playboy Latin America & Iberia é um joint-venture formada pela Claxson Interactive Group e Playboy Enterprises.
A empresa controla os canais Sexy Hot, Playboy TV, penthouse tv, Private, Venus e For Man e mídias como internet, celular e DVD. Em 2012, o grupo alcançou 300 mil assinantes.

## Canais da Playboy do Brasil Entretenimento
- Sexy Hot
- Playboy TV
- Venus
- Sextreme

### Extintos
- Playboy TV Movies
- For Man
- Private
- Sex Zone